# (221917) Опит
(221917) Опит (лат. Opites) — типичный троянский астероид Юпитера, движущийся в точке Лагранжа L4, в 60° впереди планеты. Астероид был открыт 26 сентября 2008 года астрономами S. Karge и E. Schwab в обсерватории Таунус и назван в честь одного из лидеров Ахейцев в Троянской войне.

Орбита астероида Опит и его положение в Солнечной системе